# Jon Erice
Jon Erice Domínguez, noto semplicemente come Jon Erice (Pamplona, 3 novembre 1986), è un allenatore di calcio ed ex calciatore spagnolo, di ruolo centrocampista, tecnico del Recreativo Granada.

## Caratteristiche tecniche
È un centrocampista centrale.

## Carriera
Cresciuto nel settore giovanile dell'Osasuna, ha esordito in prima squadra il 1º aprile 2007 in occasione del match della Liga pareggiato 0-0 contro il Siviglia.

## Palmarès

### Giocatore
- Segunda División B: 1

Real Oviedo: 2014-2015 (Gruppo 1)